# Al-Akhdar Al Bayda
El Alakhdhar es un equipo de fútbol de Libia que milita en la Liga Premier de Libia, la liga de fútbol más importante del país.

## Historia
Fue fundado en el año 1958 en la ciudad de Al Bayda y nunca ha ganado algún título, ya sea de liga o de copa, en toda su historia, pero ha sido 3 veces finalista del torneo de copa y 2 veces finalista de la supercopa.
A nivel internacional ha participado en 3 torneos continentales, donde su mejor participación ha sido en la Copa Confederación de la CAF 2022-23 al superar la primera ronda.

## Palmarés
- Copa de Libia: 0
  - Finalista: 3

1976, 2005, 2007
- Super Copa de Libia: 0
  - Finalista: 2

2005, 2007

## Participación en competiciones de la CAF
| Temporada | Torneo                       | Ronda      | Club              | Casa | Visita | Global |
| --------- | ---------------------------- | ---------- | ----------------- | ---- | ------ | ------ |
| 2006      | Copa Confederación de la CAF | Preliminar | Haras El Hodood   | 1-0  | 0-4    | 1-4    |
| 2008      | Copa Confederación de la CAF | Preliminar | AS CotonTchad     | dq1  | dq1    | dq1    |
| 2008      | Copa Confederación de la CAF | 1          | Young Africans FC | 1-1  | 1-0    | 2-1    |
| 2008      | Copa Confederación de la CAF | 2          | Haras El Hodood   | 1-1  | 0-1    | 1-2    |

1- Los equipos de Chad fueron descalificados debido a que sus federaciones no cumplieron con sus obligaciones financieras.

## Cuerpo Técnico
| Posición                 | Nombre                    |
| ------------------------ | ------------------------- |
| Entrenador               | Rui Manuel Ricardo Gorriz |
| Asistente del Entrenador | Adel Saasy                |
| Entrenador de Porteros   | Mohammed Bousefi          |
| Doctor                   | Salah Mehdi               |